# Huis ter Weer
Huis ter Weer was een kasteel in de Nederlandse plaats Wassenaar, provincie Zuid-Holland. Van het kasteel zijn in het landschap geen zichtbare restanten bewaard gebleven. De boerderij Ter Weer die bij het kasteel hoorde, is wel behouden en is een rijksmonument.

## Geschiedenis
Ter Weer is vermoedelijk in de 13e eeuw gebouwd. Het kasteel wordt voor het eerst genoemd in 1324 toen het in leen werd gegeven door Filips van Wassenaar aan Filips Hughenzn.
Het kasteel is hierna onder andere bewoond geweest door hoogheemraad Pieter van Bronckhorst en door Rombout Hogerbeets.
Het kasteel raakte rond 1632 in verval maar werd weer hersteld. In 1691 kocht Benjamin Fagel het kasteel op een openbare veiling. Hij gebruikte het in de zomermaanden als buitenplaats. 

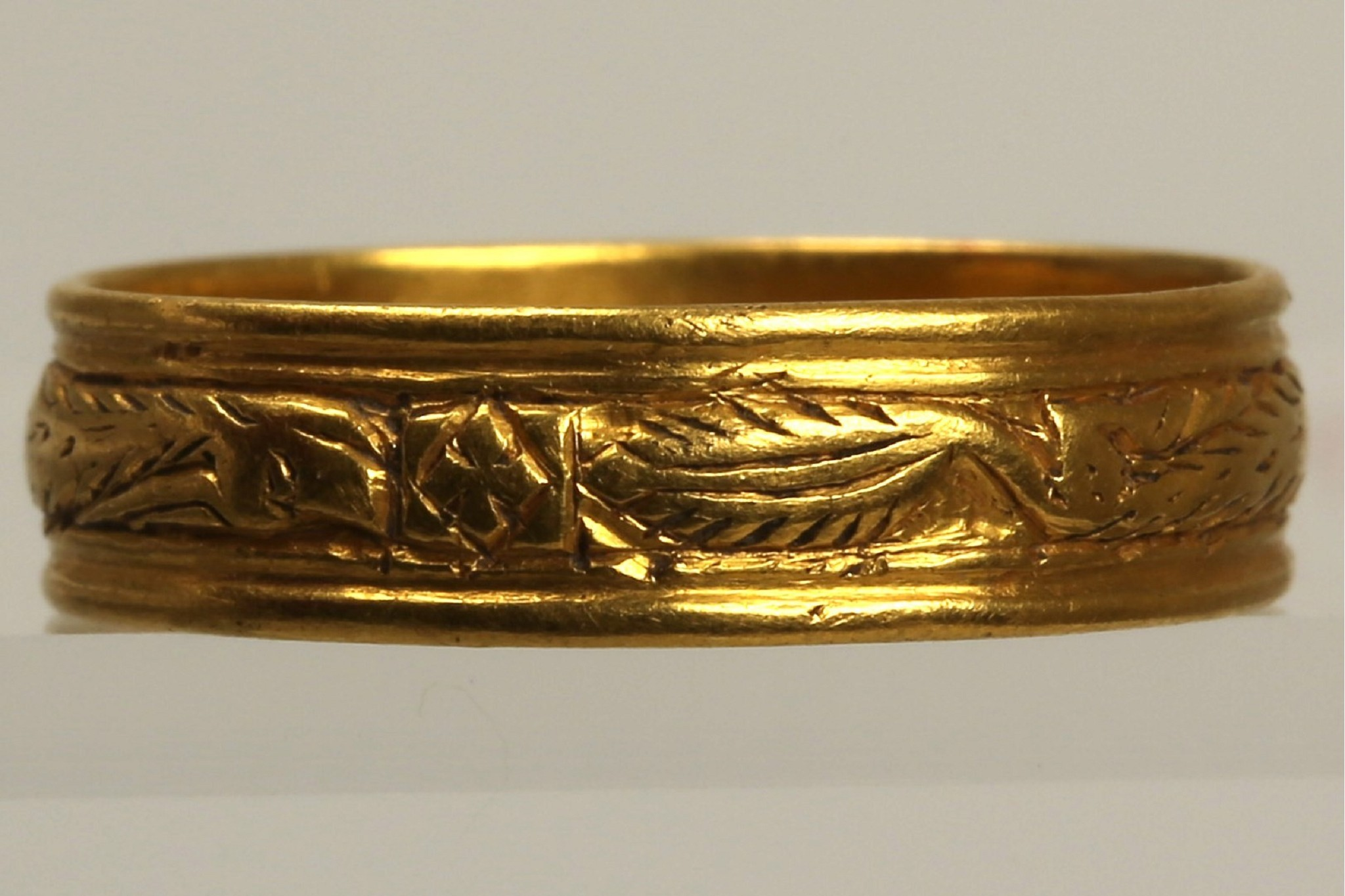
14e-eeuwse gouden ring

In 1737 werd Ter Weer opnieuw publiekelijk geveild, waarbij Johan Hendrik van Wassenaer Obdam de nieuwe eigenaar werd. Hij liet omstreeks 1738 het kasteel afbreken.

## Opgravingen
Van 1975 tot 1981 werd Ter Weer archeologisch opgegraven, waarbij onder andere een poortgebouw, brug, tuinmuur en delen van het hoofdgebouw zijn gevonden. Ook is een 14e-eeuwse gouden ring gevonden in een van de waterputten.
In de voormalige slotgracht zijn tevens vuurstenen voorwerpen en stukken aardewerk gevonden, vermoedelijk afkomstig uit het zand dat in 1738 was aangevoerd vanuit de nabije omgeving om de grachten te dempen. De vondsten dateren waarschijnlijk uit het Laat-Neolithicum.

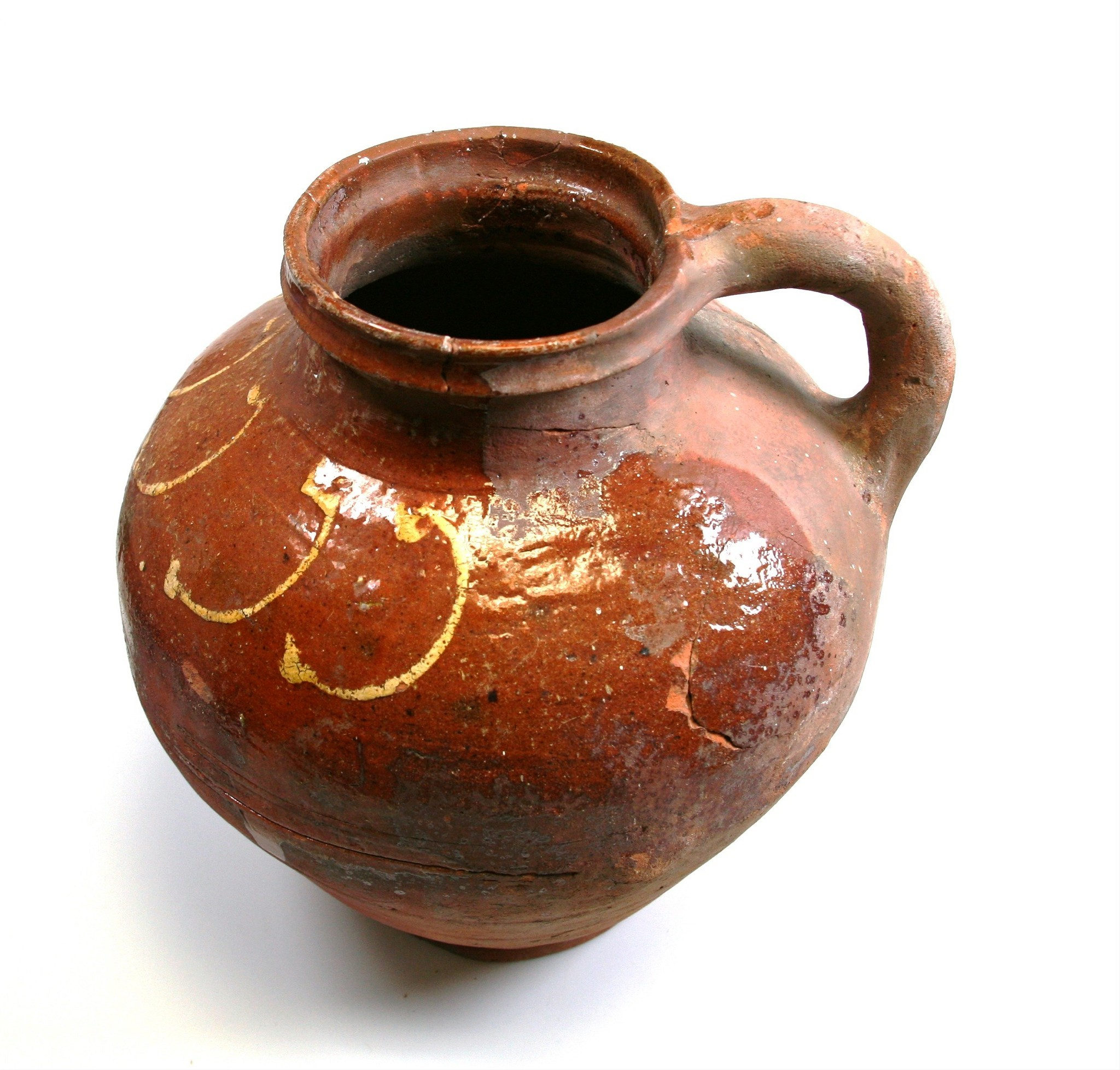
Roodbakkend geglazuurd aardewerk, 15e eeuw

Aan de oostzijde van het terrein zijn voorwerpen gevonden uit de periode 790 tot 590 voor Chr. ofwel de Vroege IJzertijd. Het gaat onder andere om aardewerk, botmateriaal, een weefgewichtje en fragmenten van maalstenen. De vondsten wijzen op een prehistorische boerderij die hier zal hebben gestaan.

## Boerderij Ter Weer
Naast het kasteelterrein staat de boerderij Ter Weer die oorspronkelijk bij het kasteel hoorde. De eerste vermelding van de boerderij dateert uit midden 16e eeuw en mogelijk is het oudste gedeelte van de huidige boerderij eind 16e eeuw gebouwd. Het gebouw is een rijksmonument.
Abbenbroek · Abspoel · Adegeest · Slot Alkemade ·  Altena · Arkelsburg · Bellesteyn · Huis ten Berghe · Binckhorst · Binnenhof · Blijdestein · Te Blotinghe · Boekenburg · Boekhorst · Boshuysen · Bulgersteyn · Burcht (Leiden) · Burcht (Voorne) · Slot Capelle · Coebel · Cranenburg · Crayestein · Cronesteyn · Crooswijk · Develstein · 't Huys Dever · Dirks Steenhuis · Ter Does · Duivenstein · Duivenvoorde · Endegeest · Endepoel · Foreest · Giessenburg · Gravensteen · Groot Haesebroek · 's Heeraartsberg · Hof van Wateringen · Holy · Slot Honingen · Kasteel van de Heren van Arkel · Kasteel van Gouda · Keenenburg · Kasteel Keukenhof · Klein Poelgeest · Huis te Langerak · Langestein · Huis te Liesveld · Ter Lips · De Loo · Madeburcht · Marenburch · Meerburg · Huis te Merwede · Huis ter Mey · Kasteel van der Meye · Niemandsvriend · Noordeloos · Oud-Berendrecht · Oud-Poelgeest · Oud Teylingen · Paddenpoel · Persijn · Groot Poelgeest · Hof van Putten · Puttensteyn · Landgoed De Raephorst · Kasteel Ravesteyn · Kasteel van Rhoon · Rijnegom · Rijnenburg · Huis te Riviere · Rodenburg · Hofstad Rodenrijs · Rodenrijs · Rosenburgh · Huis Roucoop · Santhorst · Schelluinderberg · Schonenburg · Kasteel van Schoonhoven · Souburgh · Spangen · Starrenburg · Huis ter Specke · Steenvoorde · Stenevelt · Slot Teylingen · Den Toll · Torenvliet · Slot Valckesteyn · Huis ter Waard · Warmont · Ter Weer · Hof van Wena · Kasteel Westerbeek · Huis te Woude · Kasteel van IJsselmonde · 't Zand · Huis Zevender · Kasteel aan de Zevender · Zijlhof · Zonneveld · Huis Zuidwijk · Zwieten